# NGC 611
NGC 611 est une entrée du New General Catalogue qui concerne un corps céleste inexistant ou perdu. 
Cet objet a été enregistré par l'astronome américain Frank Müller en 1886 dans la constellation de la Baleine aux coordonnées 01h 33m 33.0s pour l'ascension droite et -20° 08′ 38″ pour la déclinaison.